# Karol Grossmann

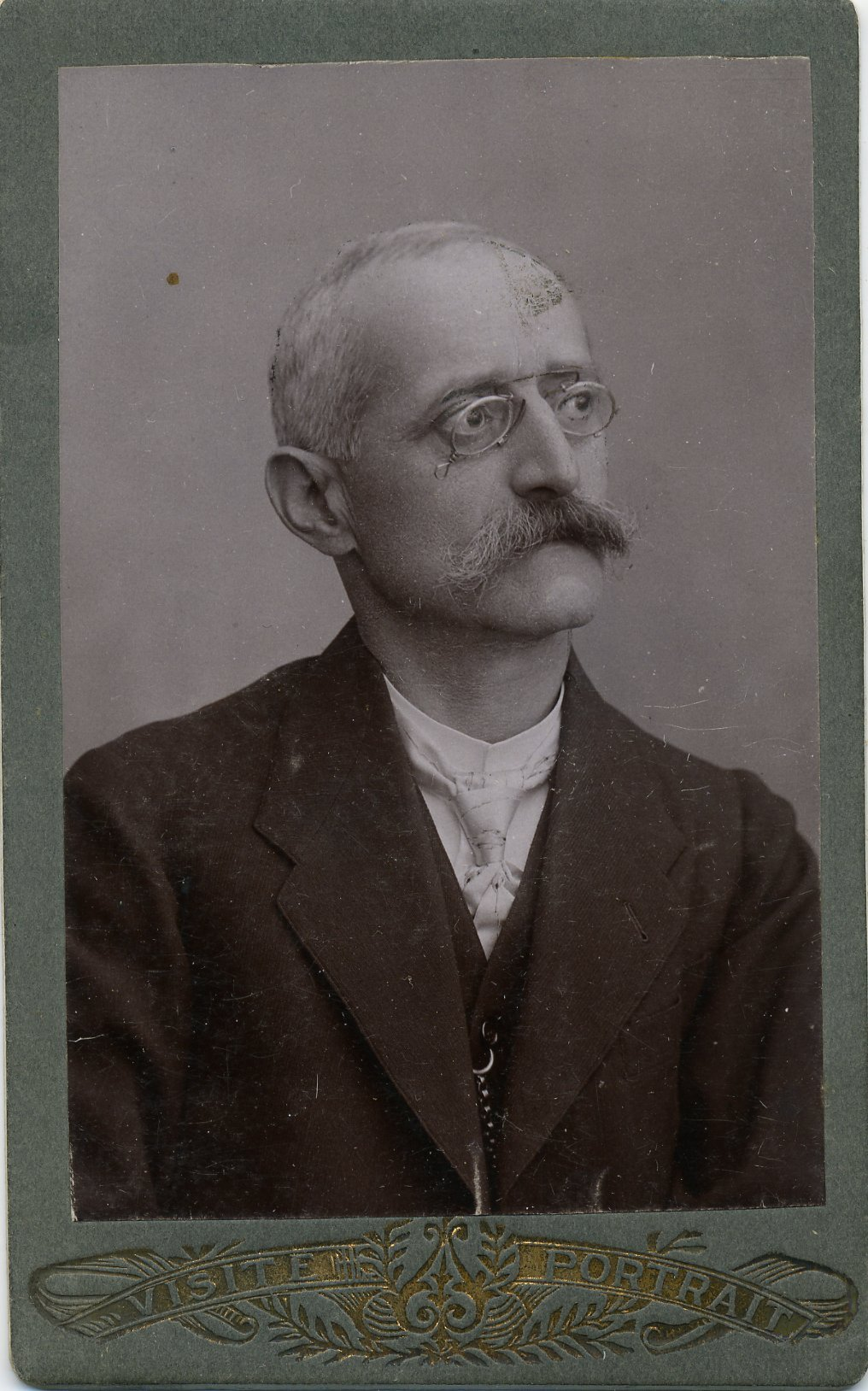
Portret van Karol Grossmann, genomen door Aldo Huber

Karol Grossmann (Drakovci, 27 oktober 1864 - Ljutomer, 3 augustus 1929) was een Sloveense advocaat, fotograaf en regisseur. Hij was de eerste Sloveen die zich bezighield met het maken van films en wordt beschouwd als pionier van de Sloveense cinema.

## Biografie
Na zijn lagere school in Sveti Jurij ob Ščavnici en zijn gymnasium in Maribor, studeerde Grossmann af in 1889 aan de Faculteit Rechten in Graz. In 1901 legde hij succesvol zijn advocatenexamen af in Triëst en begon zijn carrière als zelfstandige advocaat in Ljutomer. 
Grossmann schreef en vertaalde drama's. Daarnaast hield hij zich ook bezig met fotografie. In 1905 filmde hij het Vertrek na de mis in Ljutomer, de eerste Sloveense kortfilm. Een jaar later filmde hij ook de Kermis in Ljutomer en de kortfilm In de eigen tuin, waarop zijn dochters Draga en Božena spelen naast zijn vrouw Matilda. De kortfilmen zijn de eerste Sloveense filmfragmenten. Tijdens de Eerste Wereldoorlog verbleef de soldaat en latere Oostenrijkse regisseur Fritz Lang bij hem.
Grossmann stierf op 3 augustus 1929 en ligt begraven op het kerkhof van Ljutomer.